# YAGNI
YAGNI(You aren't gonna need it)는 프로그래머가 필요하다고 간주할 때까지 기능을 추가하지 않는 것이 좋다는 익스트림 프로그래밍(XP)의 원칙이다. 익스트림 프로그래밍의 공동 설립자 론 제프리스는 다음과 같이 썼다: "실제로 필요할 때 무조건 구현하되, 그저 필요할 것이라고 예상할 때에는 절대 구현하지 말라." "You aren't going to need it"와 "You ain't gonna need it"의 준말로도 인용된다.

## 문맥
YAGNI는 DTSTTCPW(동작이 가능한 가장 단순한 것을 하라, do the simplest thing that could possibly work)는 XP 원칙에 기반한 원칙이다.

## 같이 보기
- 중복배제
- 피처 크리프
- KISS 원칙
- 최소 기능 제품
- 오버엔지니어링
- 단일 책임 원칙
- SOLID (객체 지향 설계)
- 유닉스 철학